# Divorce des couples LGBTIQ

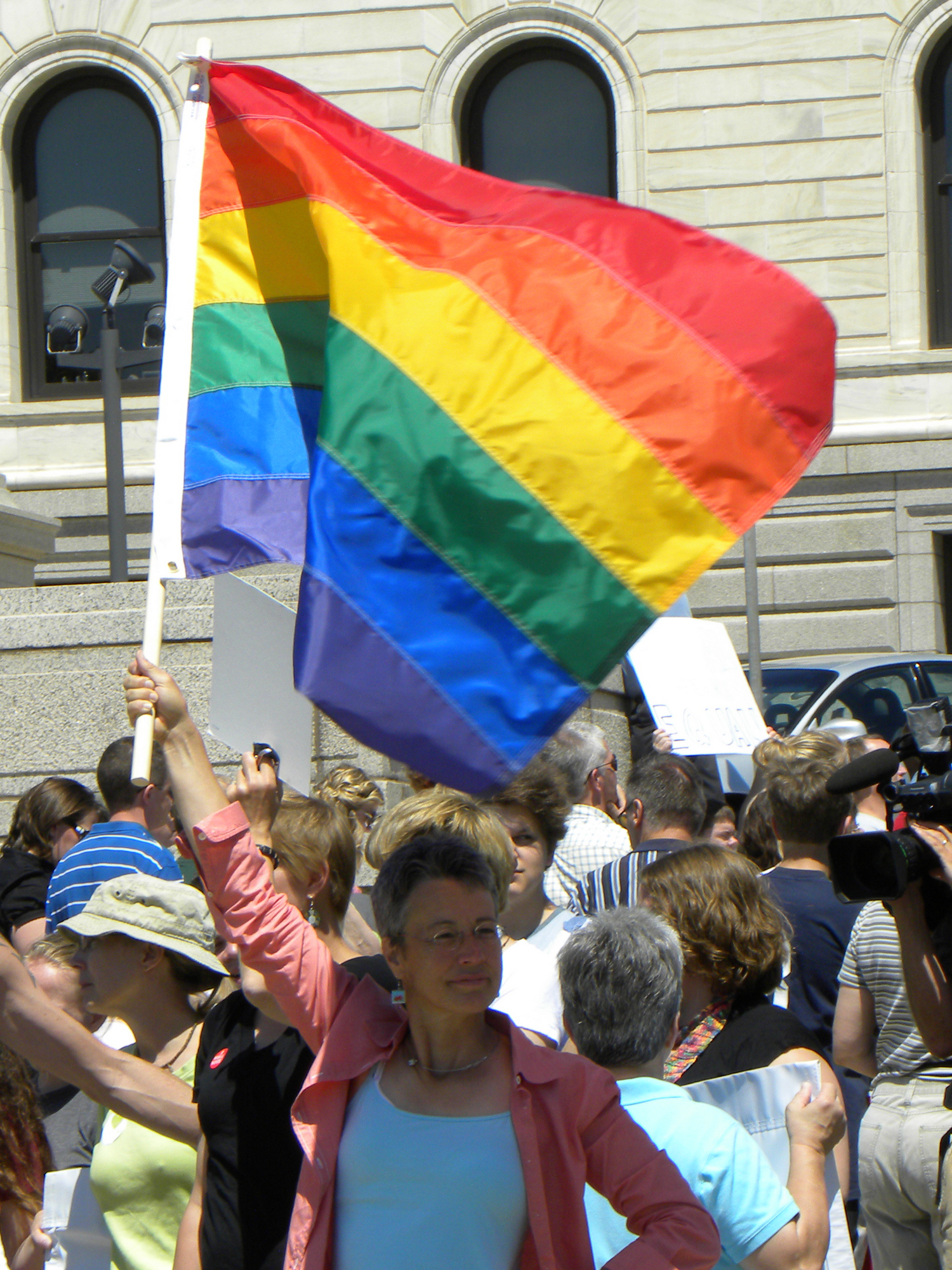
Marche pour l'égalité LGBT (États-Unis, 2010).

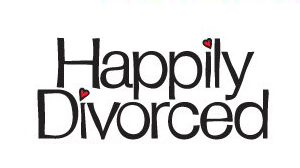

L'extension des droits des couples LGBTIQ au concubinage, au PACS ou au mariage civil s'accompagne de questions juridiques spécifiques lors de leur divorce. Les couples de même sexe ne traversent pas la même expérience, les situations variant selon la nationalité des individus ou selon la législation en vigueur de leur lieu de résidence.

## Conflit de juridiction
Des contradictions dans la loi empêchent parfois certains couples de même sexe de se séparer au sein de la même juridiction où le mariage a été célébré. 
Dans certaines juridictions, le divorce est possible, alors que le mariage est impossible. 
Les juridictions concernées sont énumérées dans le tableau ci-dessous: 
| Juridiction | Commentaire                      |
| ----------- | -------------------------------- |
| Aruba       | Mariages des Pays-Bas uniquement |
| Israël      | [ 2 ]                            |

### Aux États-Unis
Le refus du gouvernement fédéral de reconnaître les mariages homosexuels avant l'affaire United States contre Windsor (en) en 2013 signifiait que les biens transférés dans le cadre d'un règlement de divorce étaient traités comme des cadeaux. Avant l'affaire Obergefell contre Hodges en 2015, les couples de même sexe mariés (à quelques exceptions près) ne pouvaient généralement obtenir un divorce que dans les juridictions reconnaissant le mariage homosexuel. Certains couples de même sexe engageaient des poursuites civiles pour mettre fin à leur mariage dans les États qui leur refusaient l'accès au divorce; les procès civils étant plus onéreux. 
Le Texas est un état qui, en 2022, ne reconnaît pas les mariages de même sexe. Les couples qui y ont demandé le divorce ont connu des résultats très différents. Deux affaires ont été portées devant la Cour suprême du Texas (en) : la Cour a refusé d’entendre la première et a déclaré qu’elle n’était pas compétente pour juger l’autre. 
Keiba Lynn Shaw et Mariama Changamire Shaw, un couple de Floride légalement marié dans le Massachusetts, a contesté l'interdiction de divorcer qui lui a été imposé par la Floride. Après que la requête ait été rejetée par le tribunal de première instance, elles ont interjeté appel et la section du droit de la famille du barreau de Floride a demandé à déposer un mémoire d’amicus en faveur du droit de divorce des conjoints de même sexe. En 2015, deux couples de Floride mariés dans le Massachusetts — d'abord Danielle et Krista Brandon-Thomas, puis les Shaws — ont finalement été autorisés à divorcer. 
Lorsque le Delaware et le Minnesota ont légalisé le mariage entre personnes de même sexe en mai 2013, ils ont habilité leurs tribunaux respectifs à engager une procédure de divorce dans les cas où un couple de même sexe s'était marié dans cet État mais qu'aucune des deux parties ne résidait actuellement dans un État reconnaissant leur mariage,. 

## Taux de divorce

### En Belgique
Entre 2004 et 2009, le taux de divorce annuel moyen en Belgique pour tous les mariages homosexuels était de 2 % (le taux de divorce total pour ces cinq années était de 11 %). Entre 2004 et 2009, le taux de divorce pour les lesbiennes était presque le double de celui des hommes gays. 

### Au Danemark
En 1997, le taux de divorces des couples de même sexe était nettement inférieur à celui des couples hétérosexuels. Au Danemark, la grande majorité des mariages homosexuels sont masculins. 14 % des mariages d'hommes se terminent par un divorce, contre 23 % pour les mariages de femmes. Le taux plus élevé pour les lesbiennes (presque le double) est cohérent avec les données montrant que les femmes initient aussi la plupart des divorces hétérosexuels dans ce pays.

### Aux États-Unis
Le Massachusetts, premier État américain à avoir légalisé le mariage entre personnes de même sexe, ne surveille pas le nombre de divorces existant dans cet État entre des couples de même sexe. Une étude réalisée en 2011 sur les États disposant de données indiquait initialement que les taux de dissolution des couples de même sexe étaient légèrement inférieurs en moyenne (en moyenne, 1,1 % des couples de même sexe divorçaient chaque année, allant de 0 % à 1,8 % dans diverses juridictions) que les taux de divorce des couples de sexes différents (dont 2 % divorcent chaque année). The Washington Post a retiré le titre de ce rapport parce que l’étude avait mal calculé le pourcentage en raison d’une erreur de saisie du début du mariage homosexuel. En conséquence, les résultats corrigés montrent un taux de divorce de 2 % pour les couples de même sexe - le même taux que les couples de sexes opposés. Des statistiques plus précises seront disponibles au fil du temps. 
Certaines études ont montré que les relations lesbiennes ne durent pas plus longtemps que les relations homosexuelles masculines.

### En France
Le premier divorce d'un couple homosexuel en France s'est produit cinq mois après la promulgation de la loi du mariage pour tous : le 28 octobre 2013 à Toulouse. Le premier divorce lesbien a eu lieu la même année à Paris, après que les deux femmes se sont mariées aux Etats-Unis. 

### Aux Pays-Bas
Aux Pays-Bas, les mariages entre femmes sont légèrement plus nombreux que ceux entre hommes : entre 2006 et 2011, ils étaient en moyenne respectivement de 690 et 610 par an. 
Le taux de divorce des lesbiennes est beaucoup plus élevé que celui des hommes : au cours de la même période, cent femmes par an et 45 hommes par an ont divorcé en moyenne. Le taux de divorces des lesbiennes est de l'ordre des 14 %, alors que celui des taux des hommes gays est d'environ 7%. 
Une étude de suivi des couples mariés sur une période de 10 ans a révélé que les mariages lesbiens étaient plus susceptibles de se terminer par un divorce. Sur les 580 couples de lesbiennes qui se sont mariées en 2005, 30 % étaient divorcées dix ans plus tard, contre 18 % pour les couples hétérosexuels et 15 % pour les couples homosexuels. 

### En Norvège et en Suède
Une étude sur les partenariats enregistrés à court terme entre partenaires de même sexe en Norvège et en Suède a révélé que les taux de divorce étaient 50 % plus élevés chez les couples de même sexe que chez les couples de sexe opposé, et que les unions de lesbiennes étaient considérablement moins stables, ou plus dynamiques, que les unions d'hommes homosexuels. 
Dans l'étude ci-dessus, les risques de divorce des lesbiennes étaient 10 % plus élevés que ceux des hommes homosexuels (tableau 4). 

### Au Royaume-Uni
Le taux de divorce des couples de même sexe dans les 29 mois suivant l’établissement de partenariats civils juridiquement contraignants était légèrement inférieur à 1 % au Royaume-Uni. 
En 2013, les couples lesbiens étaient deux fois plus susceptibles de prendre des mesures pour mettre fin aux unions que les hommes gays. En 2016, les couples de femmes mariées étaient environ deux fois et demi plus susceptibles de divorcer que les couples de sexe masculin. 
Selon l'institut de statistiques publiques du Royaume-Uni, le taux de divorces des couples hétérosexuels est à son plus bas niveau depuis 1971 en Angleterre et au Pays de Galles. Le taux de divorces pour les couples de même sexe a augmenté en 2016 et 2017, ce que l'institut de statistiques publiques explique comme une conséquence probable du fait que les mariages de même sexe ne sont légaux que depuis 2014.

### Publications
- (en) Jeffrey A. Dodge, « Same-sex Marriage and Divorce: A Proposal for Child Custody Mediation » [« Mariage et divorce entre personnes de même sexe : proposition de médiation pour la garde des enfants »], Family Court Review, vol. 44, no 1,‎ janvier 2006, p. 87–103 (DOI 10.1111/j.1744-1617.2006.00069.x)
- (en) Oren Goldhaber, « I Want My Mommies: The Cry for Mini-DOMAs to Recognize the Best Interests of the Children of Same-sex couples » [« Je veux mes mamans : le cri des mini-DOMA pour reconnaître l'intérêt supérieur des enfants des couples de même sexe »], Family Court Review, vol. 45, no 2,‎ avril 2007, p. 287–301 (DOI 10.1111/j.1744-1617.2007.00144.x)
- (en) Greg Herman, « Legal Effects of Same-Sex Marriage and Divorce » [« Effets juridiques du mariage et du divorce entre personnes de même sexe »], American Journal of Family Law, vol. 26, no 1,‎ printemps 2012, p. 5–6
- (en) Courtney. G. Joslin, « Modernizing Divorce Jurisdiction: Same-sex Couples and Minimum Contacts » [« Moderniser la juridiction de divorce : couples de même sexe et minimum de contacts »], Boston University Law Review, vol. 91, no 5,‎ juillet 2011, p. 1669–1721
- (en) Ellen McCarthy, « A Court’s Conundrum: When Same-Sex partners Want to Split » [« L’énigme d’un tribunal : quand les partenaires de même sexe veulent se séparer »], Washington Post,‎ 9 avril 2012 (lire en ligne)
- (en) Tovia Smith, « Gay Divorce A Higher Hurdle Than Marriage » [« Le divorce gay : un obstacle plus grave que le mariage »], NPR,‎ 20 juillet 2011 (lire en ligne, consulté le 22 avril 2012)